# Käthe Mahr-Köster
Käthe Charlotte Friederike Mahr-Köster (* 12. März 1886 in Hamburg; † 13. September 1950 in Westerland) war eine deutsche Porträt-, Blumen- und Landschaftsmalerin.

## Leben

### Familie
Käthe Mahr-Köster (geb. Mahr) heiratete am 16. Juli 1910 in Wandsbek den Journalisten und späteren sozialdemokratischen Innenminister Adolf Köster, mit dem sie 1913 ein Haus in Rutsch 1 in Blankenese erwarb und dort ansässig wurde. Gemeinsam hatten sie fünf Söhne, darunter Kai Köster, sowie eine Tochter, die bereits im Kindesalter verstarb. Ihr Haus war ein von zwei Fischerfamilien erbautes Wohn-, Arbeits- und Lagerhaus und entwickelte sich im Lauf der Zeit zu einem Sammelpunkt der Künstler. Nach dem Tod ihres Ehemannes vermietete Käthe Mahr-Köster einige Zimmer aus ihrem Haus, unter anderem im Winter 1932/1933 an Golo Mann und 1945 zog die Schauspielerin Hannelore Schroth mit ihrem Ehemann, dem Tauchpionier Hans Hass in das Haus; nachdem deren Ehe 1950 getrennt wurde, heiratete die Schauspielerin einen der Köster-Söhne. 1949 war ihre Wohnanschrift noch Rutsch 1 in Altona.

### Künstlerisches Wirken
1921 nahm Käthe Mahr-Köster in Hamburg an der 16. Ausstellung des Deutschen Künstlerbundes mit dem Ölbild Haus mit Balkon teil. Sie stand in regem Kontakt zu Lore Feldberg-Eber, mit der sie bis zu deren Emigration nach England 1938 regelmäßig zeichnete. Sie gehörte Ende der 1930er Jahre dem Kreis um Gretchen Wohlwill in Finkenwerder an und zeichnete dort, gemeinsam mit Alma del Banco und anderen.
Nach dem Tod ihres Ehemannes 1930 erhielt sie eine Rente von 360 Reichsmark, aber sorgte unter anderem durch die Vermietung von Zimmern für ihren weiteren Lebensunterhalt. Sie beabsichtigte, 1935 ihre Bilder in Belgrad auszustellen, dieses untersagte ihr jedoch, nach der NS-Gleichschaltung, der Landesleiter der Reichskammer der bildenden Künste, der Auslandsausstellungen zu genehmigen hatte. In der Zeit zwischen 1936 und 1938 verkaufte sie Arbeiten im Wert von 1.750 Reichsmark.
Darius Cierpialkowski und Carina Keil konnten nachweisen, dass sie zur privilegierten Gesellschaftsschicht des „Dritten Reiches“ gehörte und die Reichskammer der bildenden Künste sie in die Leistungsgruppe „B“ einstufte, was bedeutete, dass sie nicht für Kriegseinsätze herangezogen wurde. 

## Ausstellungen
- 1937: Ausstellung des Vereins der Berliner Künstlerinnen, Berlin
- 1940: Ausstellung des Vereins der Berliner Künstlerinnen, Berlin
- 1942: Ausstellung des Vereins der Berliner Künstlerinnen, Berlin
- 1947 Ausstellung in Kampen/Sylt

## Mitgliedschaften
- Ab 1931: Altonaer Künstlerverein.
- 1937–1942: Verein der Berliner Künstlerinnen

## Werke (Auswahl)
- Altonaer Museum, Hamburg:
  - Blick auf Riga.
  - Strand am Majorenhof in Riga.
  - Tulpenstillleben.
  - Südliche Landschaft mit Agaven.

### Schriften (Auswahl)
- Lettland. Ein Malerbuch. Alster-Verlag, Hamburg-Blankenese 1938.[4]